# Championnat d'Angleterre de football 1927-1928
Navigation
Édition précédente Édition suivante
La 36e édition du championnat d'Angleterre de football est remportée par Everton Football Club. C’est le troisième titre de champion pour le club de Liverpool. Le championnat est marqué par un évènement sans précédent. L’attaquant d’Everton, Dixie Dean marque à lui tout seul un record de 60 buts pendant la saison. Cela représente 58 % des buts de son équipe celle année-là (102 au total). C’est le plus grand nombre de buts jamais marqués par un joueur en une saison de championnat. Ce record tient toujours au début du XXIe siècle.
Huddersfield Town est une nouvelle fois deuxième. Pour la cinquième année consécutive le club du West Yorkshire termine à une des deux premières places du championnat. Leicester City complète le podium.
Le championnat, en plus d’avoir été très prolifique en buts, a été extrêmement serré : trois points seulement séparent le quatorzième, The Wednesday du vingt-deuxième et dernier Middlesbrough FC.
Portsmouth FC fait sa première apparition en première division du championnat anglais.
Le système de promotion/relégation reste en place : descente et montée automatique, sans matchs de barrage pour les deux derniers de première division et les deux premiers de deuxième division. Middlesbrough FC qui n’aura passé qu’une saison en première division  et Tottenham Hotspur descendent en deuxième division. Ils sont remplacés pour la saison 1928-1929 par Manchester City et Leeds United.
Dixie Dean, joueur d’Everton FC, avec 60 buts, termine meilleur buteur du championnat. 

## Les clubs de l'édition 1927-1928
| Club                                 | Ville               |
| ------------------------------------ | ------------------- |
| Arsenal Football Club                | Londres             |
| Aston Villa Football Club            | Birmingham          |
| Birmingham City Football Club        | Birmingham          |
| Blackburn Rovers Football Club       | Blackburn           |
| Bolton Wanderers Football Club       | Bolton              |
| Burnley Football Club                | Burnley             |
| Bury Football Club                   | Bury                |
| Cardiff City Football Club           | Cardiff             |
| Derby County Football Club           | Derby               |
| Everton Football Club                | Liverpool           |
| Huddersfield Town Football Club      | Huddersfield        |
| Leicester City Football Club         | Leicester           |
| Liverpool Football Club              | Liverpool           |
| Manchester United Football Club      | Manchester          |
| Middlesbrough Football Club          | Middlesbrough       |
| Newcastle United Football Club       | Newcastle upon Tyne |
| Portsmouth Football Club             | Portsmouth          |
| Sheffield United Football Club       | Sheffield           |
| Sunderland Association Football Club | Sunderland          |
| Tottenham Hotspur Football Club      | Londres             |
| The Wednesday                        | Sheffield           |
| West Ham United Football Club        | Londres             |

## Compétition

### Classement
Le classement est établi sur le barème de points classique (victoire à 2 points, match nul à 1, défaite à 0).
| Rang | Équipe            | Pts | J  | G  | N  | P  | Bp  | Bc | Diff |
| ---- | ----------------- | --- | -- | -- | -- | -- | --- | -- | ---- |
| 1    | Everton           | 53  | 42 | 20 | 13 | 9  | 102 | 66 | +36  |
| 2    | Huddersfield Town | 51  | 42 | 22 | 7  | 13 | 91  | 68 | +23  |
| 3    | Leicester City    | 48  | 42 | 18 | 12 | 12 | 96  | 72 | +24  |
| 4    | Derby County      | 44  | 42 | 17 | 10 | 15 | 96  | 83 | +13  |
| 5    | Bury              | 44  | 42 | 20 | 4  | 18 | 80  | 80 | 0    |
| 6    | Cardiff City      | 44  | 42 | 17 | 10 | 15 | 70  | 80 | -10  |
| 7    | Bolton Wanderers  | 43  | 42 | 16 | 11 | 15 | 81  | 66 | +15  |
| 8    | Aston Villa       | 43  | 42 | 17 | 9  | 16 | 78  | 73 | +5   |
| 9    | Newcastle United  | 43  | 42 | 15 | 13 | 14 | 79  | 81 | -2   |
| 10   | Arsenal           | 41  | 42 | 13 | 15 | 14 | 82  | 86 | -4   |
| 11   | Birmingham City   | 41  | 42 | 13 | 15 | 14 | 70  | 75 | -5   |
| 12   | Blackburn Rovers  | 41  | 42 | 16 | 9  | 17 | 66  | 78 | -12  |
| 13   | Sheffield United  | 40  | 42 | 15 | 10 | 17 | 79  | 86 | -7   |
| 14   | The Wednesday     | 39  | 42 | 13 | 13 | 16 | 81  | 78 | +3   |
| 15   | Sunderland        | 39  | 42 | 15 | 9  | 18 | 74  | 76 | -2   |
| 16   | Liverpool         | 39  | 42 | 13 | 13 | 16 | 84  | 87 | -3   |
| 17   | West Ham United   | 39  | 42 | 14 | 11 | 17 | 81  | 88 | -7   |
| 18   | Manchester United | 39  | 42 | 16 | 7  | 19 | 72  | 80 | -8   |
| 19   | Burnley           | 39  | 42 | 16 | 7  | 19 | 82  | 98 | -16  |
| 20   | Portsmouth        | 39  | 42 | 16 | 7  | 19 | 66  | 90 | -24  |
| 21   | Tottenham Hotspur | 38  | 42 | 15 | 8  | 19 | 74  | 86 | -12  |
| 22   | Middlesbrough     | 37  | 42 | 11 | 15 | 16 | 81  | 88 | -7   |

|  | Champion d'Angleterre |
|  | Relégation            |

## Bilan de la saison
| Tableau d'Honneur                    |                       |
| Compétition                          | Vainqueur             |
| Championnat d'Angleterre de football | Everton Football Club |
| Coupe d'Angleterre de football       | Blackburn Rovers      |
| Charity Shield                       | Cardiff City          |

| Promotions et relégations |                                    |
| Promus                    | Manchester City Leeds United       |
| Relégués                  | Tottenham Hotspur Middlesbrough FC |

## Statistiques

### Meilleur buteur
- Dixie Dean, Everton FC, 60 buts